# NGC 2046
NGC 2046 (również ESO 56-SC162) – gromada otwarta, znajdująca się w gwiazdozbiorze Góry Stołowej, w Wielkim Obłoku Magellana. Odkrył ją John Herschel 11 listopada 1836 roku.